# Мігель де Капрілес
Мігéль дé Капрілéс (Miguel Angel de Capriles; 30 листопада 1906 — 24 травня 1981) — американський фехтувальник з Мексики, президент FIE, колишній декан юридичного факультету Нью-Йоркського університету і один з провідних світових авторитетів з фехтування.

## Біографія
Мігель де Капрілес народився 30 листопада 1906 року в м. Мехіко (раніше федеральний округ), розташованому в Долині Мексики.
У 1920 році його сім'я переїхала Сполучені Штати Америки. Мігелю тоді було 13 років.
Навчався він у Вищій школі торгівлі в Нью-Йорку, яку закінчив в 1924 році. В цьому ж році Мігель вступив в Нью-Йоркський університет, на економічний факультет. Університет закінчив в 1927 році з відзнакою. Після закінчення університету Мігель став адміністративним співробітником і викладачем цього ж економічного факультету. Його довгий і плідний зв'язок з NYU тривал до 1975 року, аж до його виходу на пенсію.
Одружився з Дороті У. Гафнер, колегою-фехтувальницею і випускницею факультету права Нью-Йорка (1938 рік). Дороті Гафнер у 1932 році стала чемпіонкою по міжвузівської боротьби серед жінок.
У 75-річному віці, 24 травня 1981 року в Сан-Франциско, Каліфорнія, США, Мігель де Капрілес помер.

## Юриспруденція
У період Другої світової війни Мігель де Капрілес працював у Міністерства юстиції, у Вашингтоні, округ Колумбія.
Де Капрілес служив у численних адміністративних установах. Ступінь магістра економіки Мігель отримав в 1931 році. Через три роки в 1935 році він отримав ступінь доктора права у юридичному факультеті.
Будучи професором права, з 1935 по 1974 рр. спеціалізувався в галузі корпоративного права та фінансів. Заснував Міжамериканський юридичний інститут в Нью-Йоркському університеті в 1947 році, служив директором Бюро інституційних досліджень і планування освіти з 1953 по 1973 рік, був деканом юридичної школи Нью-Йоркського університету (NYU) від 1964–1967, і служив в якості віце-президента і головного юрисконсульта Нью-Йоркського університету (NYU) з 1967 — 1974.
У 1974 році де Капрілес, переїхав у Сан-Франциско. Працював у коледжі Хастінгс, Каліфорнійського університету, де і отримав Заслужений професор права.
Їм також написано не один десяток статей з корпоративного права.

## Фехтування
Мігель де Капрілес один з десяти кращих фехтувальників в США з 1935 по 1951 рік.
Протягом своєї кар'єри завоював 10 національних титулів з фехтування. Був членом збірної США по олімпійському фехтування з 1932 по 1952 рік, вигравши дві бронзові медалі (1932 рік в шпазі й 1948 рік в шаблі).
Після свого відходу з змагань у 1952 році продовжував активно брати участь у розвитку фехтування.
Він є членом Залу слави спорту в Нью-Йорку.